# Източнодунавска армия
Източнодунавска армия е войсково съединение на Османската армия в Руско-турската война (1877 – 1878 г.).
Източнодунавската армия е създадена в началото на юли 1877 г. Тя е една от трите главни войскови съединения на османските сили на Балканския полуостров. Формирана е на основата на части, разположени в Четириъгълника на крепостите. Включва 52 % от войнишкия състав и 60 % от артилерията на въоръжените османски сили на Балканския полуостров.
Командир е Мехмед Али паша, заменен на 21 септември 1877 г. от Сюлейман паша. Боеспособният ѝ състав, който в хода на военните действия постоянно нараства, е организиран в два армейски корпуса:
- Разградски армейски корпус от 42 000 офицери и войници и 13 батареи с командир Ахмед Еюб паша
- Ескиджумайски армейски корпус от 31 000 офицери и войници и 15,5 батареи с командир принц Хасан паша.

Срещу Източнодунавската армия са съсредоточени три руски отряда: Русчушки, Османпазарски и Чаиркьойски отряд.
Основната и задача е да нанесе от изток флангов удар срещу главните руски сили извършили десант при Свищов. Поради бавно съсредоточаване и мудност претърпява оперативен провал.
Действията и протичат основно в периода на борбата за надмощие. В битките при Езерче, Кацелово и Горско Абланово, Кашъкбаир и Карахасанкьой, Чаиркьой, Мечка и Тръстеник и др. губи способността да води настъпателни бойни действия и стратегическото си значение.
В заключителния етап от войната 27 000 офицери и войници от състава на армията са прехвърлени в долината на реките Тунджа и Марица за подкрепа на действащите в този район османски сили. Отстъпва с боеве Бяла, Търговище, Разград и Шумен. По силата на Санстефанския договор частите на армията се изтеглят от Русе, Силистра и Варна.